# بيتهرن (كامبريدجشير)
بيتهرن (بالإنجليزية: Bythorn)‏ هي قرية تقع في المملكة المتحدة في إنجلترا.